# Hi-Octane
Hi-Octane è un simulatore di guida futuristico sviluppato dalla Bullfrog Productions e pubblicato dalla Electronic Arts nel 1995. 
Sviluppato in sole otto settimane, il videogioco dalla grafica tridimensionale è stato realizzato usando lo stesso motore grafico di Magic Carpet, creato dalla stessa Bullfrog.